# ماكس آرثر
ماكس آرثر (بالإنجليزية: Max Arthur)‏ هو كاتب بريطاني، ولد في 1939 في ساسكس في المملكة المتحدة.

## وصلات خارجية
- ماكس آرثر على موقع IMDb (الإنجليزية)